# Save as Draft
«Save as Draft» —en español: «Guardado como borrador»— es una canción grabada por la cantante estadounidense Katy Perry para su quinto álbum de estudio, Witness (2017). Fue enviada a la radio de adultos contemporáneos en Estados Unidos el 26 de junio de 2017 por Capitol Records, como el cuarto sencillo del álbum. La canción fue escrita por Perry, Noonie Bao, Dijon McFarlane, Nicholas Audino, Lewis Hughes y su productor Elof Loelv. Musicalmente, «Save as Draft» es una balada poderosa de tempo medio, que líricamente retrata una advertencia sobre aceptar una ruptura con un ex.
Los críticos tuvieron opiniones ambivalentes sobre «Save as Draft» tras su lanzamiento. Aunque recibió elogios por su sensibilidad e innovación en el tema, también fue calificada como mediocre e inferior a otras pistas de Witness. La canción también fue comparada con la música de Sam Smith, Lorde y Timbaland. Comercialmente, «Save as Draft» alcanzó los números 14 y 19 en las listas Adult Contemporary y Adult Top 40 de Billboard, respectivamente, en Estados Unidos. Esto fue impulsado por varias presentaciones en vivo, incluidas durante su gira de conciertos Witness: The Tour (2017–2018) y el streaming en vivo de cuatro días en YouTube, Katy Perry Live: Witness World Wide (2017).

## Grabación y lanzamiento
«Save as Draft» fue escrita por Katy Perry, Noonie Bao, Dijon McFarlane, Nicholas Audino, Lewis Hughes y Elof Loelv, mientras que la producción fue manejada únicamente por este último; Max Martin fue acreditado como productor vocal. La canción está incluida en Witness (2017), el quinto álbum de estudio de Perry. Fue enviada a las estaciones de radio de adultos contemporáneos en Estados Unidos el 26 de junio de 2017 por Capitol Records, como el cuarto sencillo de Witness. Fue clasificada como la canción más añadida de la semana en ese formato junto con «Praying» (2017) de la artista estadounidense Kesha, impactando ambas en 16 estaciones de radio.

## Posicionamientos en listas

### Semanales
| Estados Unidos | Adult Pop Songs (Billboard)    | 19 |
| Estados Unidos | Adult Contemporary (Billboard) | 14 |